# Europa Philharmonie
Europa Philharmonie er et europæisk symfoniorkester med medlemmer fra EU og musikere fra hele verden, som nu bor forskellige steder i Europa. Orkestrets hovedsæde er i Baden-Württemberg, Tyskland og støttes af Europa Philharmoniens venneforening. Grundlægger og chefdirigent er Reinhard Seehafer. Orkestret bliver rådgivet af et kunstnerisk team, som består af musikere fra orkestret. Medlemmerne repræsenterer netop deres respektive lande og arbejder ulønnet med at videregive deres erfaringer fra hjemlandet.

## Historie
Idéen med et europæisk orkester blev grundlagt i 1996 i Görlitz efter at grænserne blev åbnet i Europa. Initiativtagerne var Prof. Wolf-Dieter Ludwig og chefdirigent Reinhard Seehafer og orkestret blev under navnet “Junge Europera Philharmonie” bragt til live. Det blev senere fra 1998 til Europa Philharmonie gennem et samarbejde med kunstnerisk leder Ferry Tomaszyk gennem de verdensomspændende koncerter som et budskab fra Den Tyske Forbundsrepublik.
Orkestret havde debutkoncert I 1996. På programmet var Gustav Mahlers “Opstandelses Symfoni” under ledelse af chefdirigent Reinhard Seehafer og i samarbejde med stiftelsen for europæisk forståelse Krejsau/Krzyzowa. Koncerten blev TV-transmiteret live på 3sat fra Peterskirken i Görlitz.
Fra 1998-2007 var slottet Hundisburg i Sachsen-Anhalt hjemsted for orkestret. Slottet er et af de mest betydningsfulde barokslotte I Nordtyskland. Siden 2008 har Baden-Württemberg været hjemsted for orkestret.

## Verdensomspændende koncertvirksomhed
- I anledning af 30-års jubilæet for oprettelse af diplomatiske forbindelser mellem Den Tyske Forbundsrepublik og Den Kinesiske Folkerepublik, gæstede Europa Philharmonie i 2002 Shanghai, Peking og fem andre kinesiske hovedstæder.
- I 2004 spillede orkestret som det første klassiske symfoniorketer i Jemens hovedstad Sanaa i overværelse af forbundspræsident Wolfgang Thierse og den jemenitiske kultur- og turistminister Khalid Al-Rewaishan. Åbningskoncerten var i “Sanaa – Cultural Capital of Arab World”. Foruden de indbudte gæster oplevede 5000 tilhører denne spetakulære koncert med Sanaas ældre bydel som kulisse. TV-stationen transmiterede koncerten til hele den arabiske verden. Andre ophold på denne turné var Abu-Dhabi, Ajman samt Oman, hvor orkestret spillede den traditionelle nytårskoncert.
- I 2004 spillede orkestret festkoncert “Welcome in Europe” i den cypriotiske hovedstad Nicosia i anledning af Cyperns forestående indtræden i EU, hvilket blev live TV-transmiteret.
- Som budbringer for Den Tyske Forbundsrepublik var orkestret i 2005, i anledning af 60-års dagen for ophøret af 2. Verdenskrig, på en orkesterrejse fra Kefalonia over Athe til Kreta. Derefter videre til Orte, hvor en massakre havde fundet sted og hvor de stedfortrædende for de mange andre mindesmærker I Grækenland står.
- Ved “Christmas Gala” i 2005 i Antalya, Tyrkiet, blev orkestret hædret for deres kulturelle forståelse mellem folk.

## Aktuelle aktiviteter
- Oplevelser, uddannelse og musik for elever og videreuddannelse under ledelse af Professor Dr. Claus Hipp.
- Skolekoncerter i Tyskland, Schweiz og Frankrig.
- Kulturens bæredygtighed for kommende generationer med projekter omkring klima- og miljøbeskyttelse.

## Links
Officiel hjemmeside for Europa Philharmonie Arkiveret 6. marts 2010 hos  Wayback Machine